# 太平沙
太平沙指古时广州珠江上的一个沙洲。现时大致位于北京南路两侧，以珠光路为中心的区域。
宋朝时，靠近珠江北岸的江心上（今泰康路附近）有5块小沙洲，称五洲。在明朝，五洲合并成一个大沙洲。清朝时并入珠江北岸。